# Promina
Promina (italsky Promona) je opčina v Chorvatsku v Šibenicko-kninské župě. Nachází se severozápadně od Drniše a jihovýchodně od Kninu, u břehu řeky Krky, severozápadně od stejnojmenného pohoří, podle nějž byla opčina pojmenována. V roce 2011 zde žilo 1 136 obyvatel. Správním střediskem opčiny a zároveň i jejím největším sídlem je vesnice Oklaj.
Do teritoriální reorganizace v roce 2010 byla opčina Promina součástí opčiny města Drniš.
Součástí opčiny je celkem jedenáct trvale obydlených vesnic. Dříve byla součástí opčiny i vesnice Kula (od roku 1981 součást Oklaje) a vesnice Razvođe se do roku 1910 dělila na sídla Razvađe Donje a Razvađe Gornje (až do roku 1931 se vesnice jmenovala Razvađe).
- Bobodol – 23 obyvatel
- Bogatić – 24 obyvatel
- Čitluk – 112 obyvatel
- Lukar – 78 obyvatel
- Ljubotić – 35 obyvatel
- Matase – 50 obyvatel
- Mratovo – 56 obyvatel
- Oklaj – 469 obyvatel
- Puljane – 52 obyvatel
- Razvođe – 170 obyvatel
- Suknovci – 67 obyvatel

Opčinou procházejí župní silnice Ž6055 a Ž6056.